# Colleen Clinkenbeard
Colleen Smith Clinkenbeard (Shreveport, 13 aprile 1980) è una doppiatrice statunitense. Lavora per varie case di doppiaggio come Funimation, Crunchyroll, e OkraTron 5000. Presta la propria voce soprattutto per serie anime. Si è laureata all'Università statale della Florida.

## Doppiaggio

### Anime
- AM Driver - Mary Fastia
- Aquarion - Hong Lihua/Reika
- Baccano! - Nice Holystone
- Baka and Test - Summon the Beasts - Yoko Takahashi
- Baldr Force EXE Resolution - Lian
- Bamboo Blade - Maya Yokoo
- BECK: Mongolian Chop Squad - Ishiguro Izumi
- Beet the Vandel Buster - Beet
- Black Blood Brothers - Mimiko Katsuragi
- Black Butler - Angela
- Black Cat - Tim
- Blassreiter - Jil
- Burst Angel - Maria
- Casshern Sins - Liza
- Chrome Shelled Regios - Leerin Marfs
- Claymore - Galatea
- Corpse Princess - Minai Ruo
- Dance in the Vampire Bund - Veratos
- D.Gray-man - Miranda Lotto
- Darker than BLACK - Chiaki Shinoda
- Detective Conan - Ran Mori
- Diamond Daydreams - Nurse Yuuki
- Dragon Ball: La leggenda delle sette sfere - Goku
- Dragon Ball Z - Principessa Serpente
- Dragon Ball Z: La minaccia del demone malvagio - Zangya
- Dragon Ball Kai - Gohan, C-18
- Dragon Ball Super - Mai
- Dragon Ball Z: La battaglia degli dei - Mai
- Dragon Ball Z: La resurrezione di 'F' - Mai
- Dragonaut -The Resonance- - Toa
- Evangelion: 1.0 You Are (Not) Alone - Ritsuko Akagi
- Evangelion: 2.0 You Can (Not) Advance - Ritsuko Akagi
- Fairy Tail - Elsa Scarlett
- Fullmetal Alchemist - Riza Hawkeye, Rosé Thomas
- Fullmetal Alchemist: Brotherhood - Riza Hawkeye, Rosé Thomas
- Ga-Rei - Il divoratore di spiriti - Natsuki Kasuga (Ep. 1)
- The Galaxy Railways - Shelley
- Gunslinger Girl - Priscilla
- Glass Fleet - Rachel
- Ghost Hunt - Ayako Matsuzaki
- Hell Girl - Akane Sawai, Ayumi Shibata
- Hero Tales - Le cronache di Hagun - Rinmei
- Heroic Age - Nilval Nephew
- Host Club - Amore in affitto - Éclair Tonnerre, Young Kasonoda
- Initial D - Mako Sato (Funimation)
- Kanon (serie 2006) - Mishio Amano
- Kaze no stigma - Kirika Tachibana
- Keroro - Mrs. Furbottom
- Kenichi: The Mightiest Disciple - Kisara Nanjo
- Kiddy Grade - Éclair
- Mamotte! Lollipop  - Kuku
- Master of Martial Hearts - Flight Attendant (Ep. 1)
- Moon Phase - Kouhei's Mother
- Murder Princess - Alita Forland/Falis
- Mushishi - Setsu (Ep. 14)
- My Santa - Maimai
- Nabari - Yae Oda
- Negima - Sakurako Shiina, Shizuna Minamoto
- Ōedo Rocket - Blue Girl
- One Piece - Monkey D. Rufy
- Origin: Spirits of the Past - Jessica
- Panty & Stocking with Garterbelt - Scanty
- Peach Girl - Misao Aki
- Phantom ~Requiem for the Phantom - Claudia McCunnen
- Rin ~Daughters of Mnemosyne - Rin Asogi
- Il giocattolo dei bambini - Misako Kurata
- Rumbling Hearts - Mitsuki Hayase
- Romeo × Juliet - Cordelia
- Rosario + Vampire - Moka Akashiya (Inner)
- The Sacred Blacksmith - Francesca
- Sakura Wars - Glycine Bleumer
- Samurai 7 - Kirara Mikumari
- Sasami: Magical Girls Club - Mihoshi
- School Rumble - Tae Anegasaki
- Sekirei - Matsu
- Shin Chan - Hima, Maso
- Shuffle! - Kareha
- SoltyRei - Rose Anderson
- Soul Eater - Marie Mjolnir
- Speed Grapher - Kaoru Koganei
- Spice and Wolf II - Diana
- Spiral: The Bonds of Reasoning - Suzuki
- Strain: Strategic Armored Infantry - Mariette
- Summer Wars - Noriko Jinnouchi
- Suzuka - Yuuka Saotome
- The Beginning After the End - Alice Leywin
- The Tower of Druaga: The Aegis of Uruk - Ethana
- The Tower of Druaga: The Sword of Uruk - Ethana
- Trigun: Badlands Rumble - Amelia
- Trinity Blood - Esther Blanchett
- Tsubasa RESERVoir CHRoNiCLE - Yuko Ichihara
- Vexille - Vexille
- Witchblade - Reina Soho
- xxxHOLiC - Yuko Ichihara
- Tokyo Ghoul - Ryoko Fueghuchi

### Videogiochi
- Æon Flux - Sybil, Hostesses
- BloodRayne 2 - Minions
- Borderlands - Lilith, Patricia Tannis
- Comic Jumper: The Adventures of Captain Smiley - Mistress Ropes, Bradbot, Geisha Puppets, "I Love U"
- Detective Conan: Il caso Mirapolis - Ran Mori
- Serie di Dragon Ball - Son Gohan (Kid/Teen) (dal 2010), C-18 (Shin Budokai, Tenkaichi Tag, Raging Blast 2), Agente Mai, Zangya
- Serie di Fullmetal Alchemist - Riza Hawkeye
- Ghostbusters: The Video Game - Professor Ghost
- One Piece: Unlimited Adventure - Monkey D. Rufy